# Kontejnerska arhitektura
Kontejnerska arhitektura je panoga arhitekture, ki se ukvarja z gradnjo modularnih stanovanjskih ali poslovnih enot iz recikliranih univerzalnih transportnih zabojnikov. Gre za razmeroma mlado področje, ki izkorišča priročnost in nizko ceno teh kontejnerjev da ustvarja alternativne oblike bivanjskih prostorov.
Uporaba zabojnikovv poslovne namene – poceni in hitro postavitev začasnih trgovinskih lokalov ali poslovalnic – je v svetu že uveljavljena, tudi pri velikih korporacijah, uporaba za prebivanje pa je razširjena predvsem med revnimi sloji v barakarskih naseljih v različnih delih sveta ali kot začasna nastanitev ob naravnih nesrečah in šele postaja prepoznavna kot alternativa klasičnim bivanjskim prostorom.